# Cayo Octavio (pretor)
Cayo Octavio (en latín: Gaius Octavius; c. 100 a. C.-59 a. C.) fue un militar y senador romano, conocido por ser el padre biológico del emperador Augusto y de Octavia la Menor. Cayo Octavio era miembro de una rica familia del ordo equester; no obstante, era considerado un homo novus ("hombre nuevo") al no proceder de una familia senatorial.

## Familia y matrimonios
Era tataranieto de Cayo Octavio, que sirvió como tribuno militar en Sicilia durante la segunda guerra púnica, y bisnieto de Cayo Octavio, emparentado con Cneo Octavio Rufo (antepasado de Cneo Octavio, cónsul y adversario de Cinna, que lo mató al marchar sobre Roma) y Cneo Octavio. Su padre, también llamado Cayo Octavio, se desempeñó como magistrado municipal y murió a una edad muy avanzada.
Contraería matrimonio con Ancaria, de la que se sabe poco más que su nombre. Fruto de este matrimonio nació Octavia. No sabemos la causa de que terminara el matrimonio, aunque se cree que Ancaria murió durante el parto.
Consciente de que sus antepasados no le valdrían para labrarse una carrera política, se casó de nuevo con la sobrina de César, Acia. Hasta la actualidad no  se sabe cómo se conocieron, aunque es probable que el encuentro tuviera lugar en Velitrae, ya que ambos vivían cerca de allí. Fruto de este matrimonio nacieron Octavia y Octavio, primer emperador romano. Ciertos autores apuntan a que Octavio estuvo a punto de abandonar a su hijo Octavio cuando nació, pero que en el último momento decidió quedarse con él.

## Carrera política

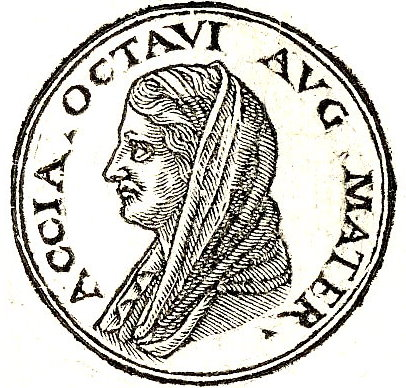
Acia Balba Cesonia (85 -43 a. C.) fue una noble romana sobrina de Julio Césas, esposa de Cayo Octavio y madre del emperador Augusto.

Obtuvo el cuestorado en 70 a. C.. Es probable que después alcanzara  la edilidad, aunque no lo sabemos a ciencia cierta. En 61 a. C. obtuvo la pretura imponiéndose a numerosos senadores aristócratas. Al año siguiente, como magistrado propretorio, se le concedió la administración de la provincia de Macedonia. Durante su mandato le ordenaron que acabara con un levantamiento de los esclavos de Thurii, muchos de los cuales habían acompañado a Espartaco y a Catilina. Octavio aplastó a los sediciosos. Es probable que tras esta victoria añadiera el cognomen "Turino" (Thurinus) a su hijo.
Tras esta victoria estaba listo para abandonar la provincia, en la que había demostrado sus capacidad como administrador y militar, lo que le valdría el cariño de la ciudadanía romana; en el tiempo que duró su mandato también derrotó a la tribu tracia de los besios. 
Esta victoria y su diplomacia, alabada por Cicerón, le dieron los apoyos necesarios para presentarse a las elecciones consulares. 
En 59 a. C. murió durante su marcha hacia la capital. Numerosos autores apuntan a que murió en la misma habitación en la que moriría su hijo, el emperador Augusto.